# Blanca I de Navarra
Blanca I de Navarra (Pamplona, 6 de juliol de 1387 - Santa María la Real de Nieva, Segòvia, 1 d'abril de 1441) fou comtessa de Nemours i reina de Navarra (1425-1441).

## Orígens familiars
Filla de Carles III de Navarra i la seva esposa Elionor de Castella. Fou nomenada hereva del Regne de Navarra el 28 d'octubre de 1416 a Olite pel seu pare, en ser la més gran de les dues úniques filles supervivents del matrimoni.

## Núpcies i descendents
El 21 de maig del 1402 es casà a la catedral de Catània per poders i el 26 de desembre del mateix any en persona, amb el rei de Sicília Martí el Jove, fill de Martí l'Humà i hereu de la Corona d'Aragó. D'aquest casament en nasqué un fill:, l'infant Martí d'Aragó (1403-1407)
A la mort del rei el 1409, Blanca va passar a governar l'illa, però finalment retornà a Navarra i es casà de bell nou.
El 6 de novembre del 1419 es casà per poders a Olite i el 10 de juny de 1420 ho feu en persona a la catedral de Pamplona amb el príncep Joan d'Aragó, futur rei de la Corona d'Aragó. D'aquesta unió nasqueren:
- el príncep Carles de Viana (1421-1461)
- la infanta Joana d'Aragó (1423-1425)
- la infanta Blanca II de Navarra (1424-1464), reina de Navarra i casada el 1440 amb Enric IV de Castella
- la infanta Elionor I de Navarra (1426-1479), reina de Navarra i casada el 1434 amb Gastó IV de Foix

## Ascens al tron
A la mort del seu pare el 1425 ascendí al tron navarrès juntament amb el seu marit Joan d'Aragó, que es feu nomenar també rei de Navarra, tot i l'oposició de part de la noblesa navarresa.

## Vida política
La pèrdua d'iniciativa caracteritzà el seu regnat. Així pel seu matrimoni amb el rei d'Aragó va permetre que Navarra quedés sotmesa en tot al rei aragonès i als seus interessos, perdent el regne territoris fronterers a conseqüència de la intervenció de Joan II en els assumptes de Castella entre el 1428 i el 1429.
De la unió amb Joan II va néixer Carles de Viana, que segons les capitulacions matrimonials de 1419 havia d'heretar el regne a la mort de la seva mare. Però el 1441, en morir Blanca I, Joan el Sense Fe va usurpar el tron navarrès, al·legant que en el testament de Blanca recomanava a Carles que no es fes coronar sense el consentiment del seu pare. El resultat fou una Guerra civil entre 1451 i 1455 que va enfrontar els agramontesos, partidaris del rei Joan, i els beaumontesos, partidaris de Carles. Tot finalitzà amb la mort de Carles de Viana el 1461.